# Don Bosco (Buenos Aires)
Don Bosco é uma cidade da Argentina, localizada na província de Buenos Aires, área metropolitana de Gran Buenos Aires.